# Özlem

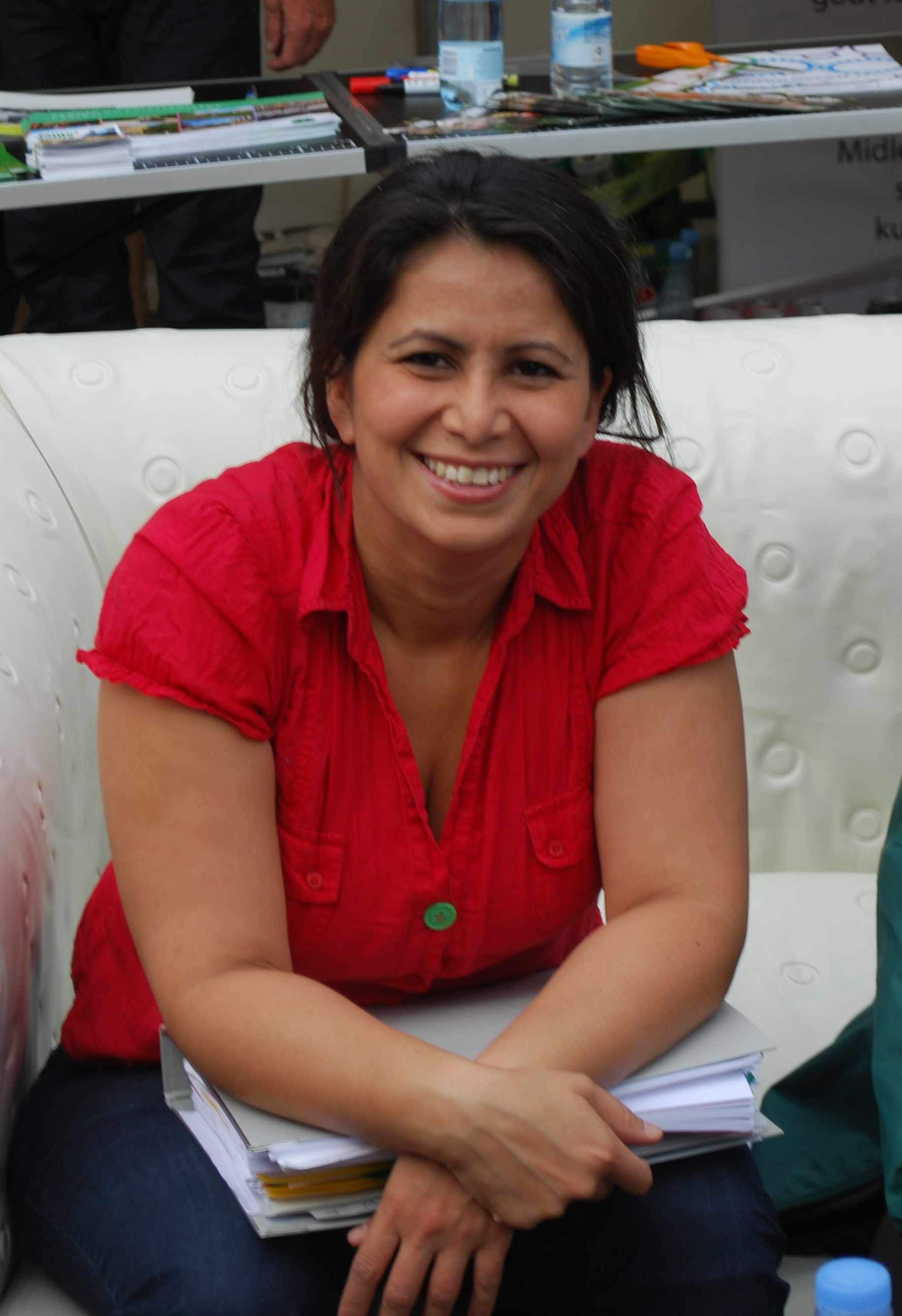
Özlem Cekic, 2011.

Özlem är ett turkiskt kvinnonamn med betydelsen längtan. Det fanns år 2007 197 personer som hade Özlem som förnamn i Sverige, varav 172 som tilltalsnamn.

## Personer med namnet Özlem
- Özlem Cekic, dansk författare, debattör och en tid medlem i Folketinget för SF